# KQ Velorum
KQ Velorum eller HD 94660, är en dubbelstjärna i den norra delen av stjärnbilden Seglet. Den har en genomsnittlig skenbar magnitud av ca 6,11 och är mycket svagt synlig för blotta ögat där ljusföroreningar ej förekommer. Baserat på parallax enligt Gaia Data Release 2 på ca 8,75 mas, beräknas den befinna sig på ett avstånd på ca 373 ljusår (114 parsek) från solen. Den rör sig bort från solen med en heliocentrisk radialhastighet på ca 23 km/s.

## Observation
KQ Velorum identifierades 1959 först som en kemiskt ovanlig stjärna av Carlos och Mercedes Jaschek, som fann spektrala egenheter i kiselabsorptionsbanden.Den långtidsfotometriska variabiliteten för stjärnan rapporterades 1993 av H. Hensberge, som noterade en möjligen komplicerad ljuskurva med en beräknad period i storleksordningen 2 700 dygn. År 1975 upptäckte E. F. Borra och J. D. Landstreet ett starkt magnetfält på över 1 kG på stjärnan. Mätningar av G. Mathys et al. (1997) av radiell hastighet visade att den är en spektroskopisk dubbelstjärna.
KQ Velorum är ett ofta studerat objekt som ofta används som en magnetisk standardstjärna. Magnetfältet för stjärnan har en dipolstyrka på 7,5 kG, samtidigt som den visar ytterligare kvadropol- och oktopolmoment. Den lutar 16° mot rotationsaxeln. Det längsgående medelfältet är nästan konstant och visar en styrka på -2 kG. Stjärnan är mindre än halvvägs genom sin huvudserieperiod, men roterar mycket långsamt med en period på cirka 2 800 dygn.

## Egenskaper
Primärstjärnan KQ Velorum Aa är en blå till vit stjärna i huvudserien av spektralklass Ap(SiCr) eller A0p EuCrSi där spektrumet visar egenheter i europium-, krom- och kiselbanden. Den har en massa som är ca 3 solmassor, en radie på ca 2,5 solradier och utsänder från dess fotosfär energi motsvarande ca 105 gånger solen vid en effektiv temperatur av ca 11 300 K.

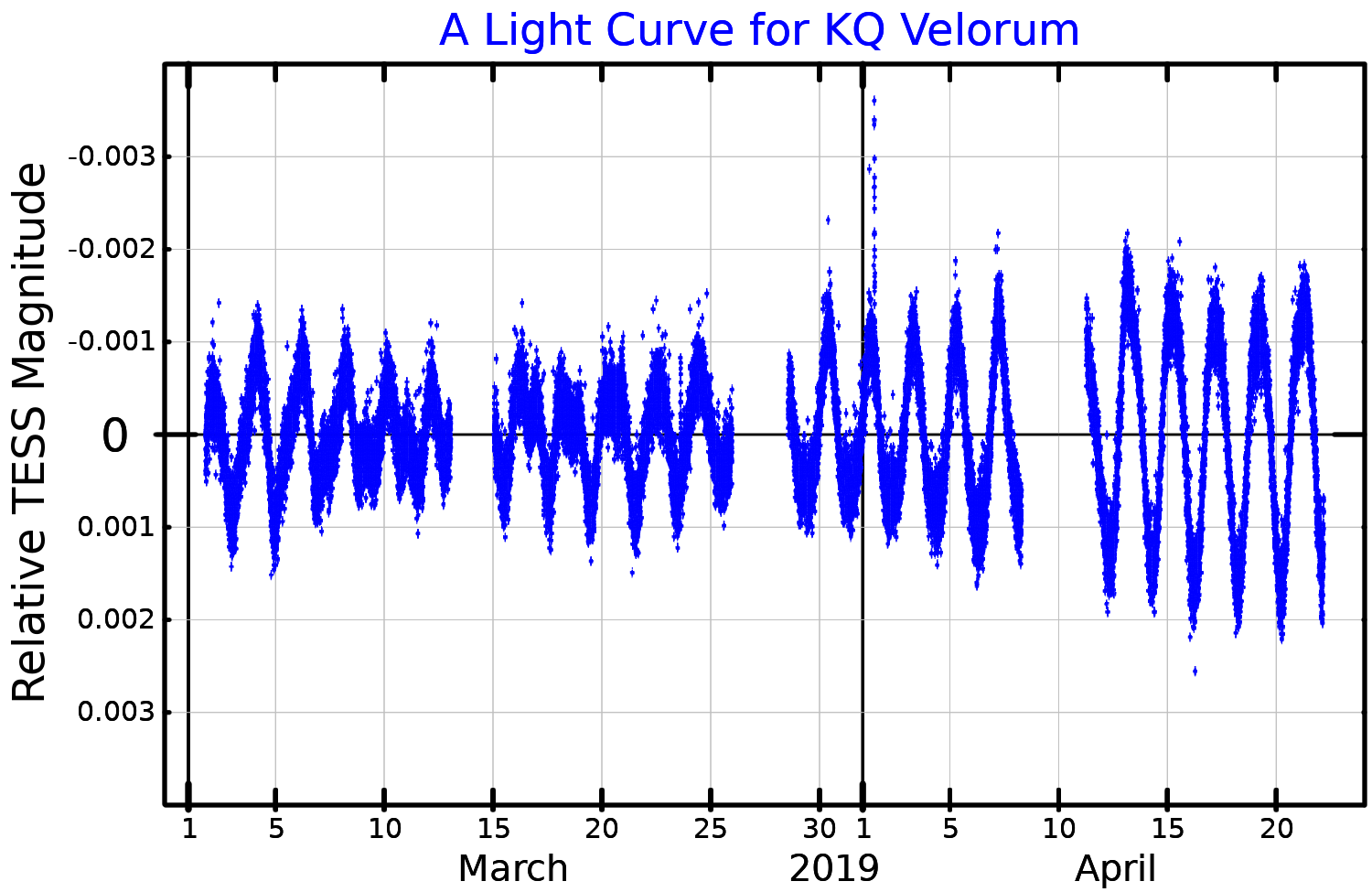
Ljuskurva för KQ Velorum, anpassad från Schöller et al. (2020) NASA:s TESS-data

KQ Velorum är en enkelsidig spektroskopisa dubbelstjärna med en fysisk separation på minst 1,25 ± 0,01 AE, en omloppsperiod på 2,32 år och en hög excentricitet (ovalitet) på 0,45.  Den synliga komponenten är en Ap-stjärna med en stjärnklassificering av Ap(SiCr), även om den effektiva temperaturen på 11 300 K är en närmare matchning med en spektraltyp av B8.5p. Den klassificeras som en Alfa2 Canum Venaticorum-variabel med en skenbar magnitud som varierar från 6,10 ner till 6,12.
Röntgenobservationer 2016 med Chandra X-ray Observatory tyder starkt på att följeslagaren är en neutronstjärna, vilket skulle göra KQ Velorum till det första kända paret av starkt magnetiska Ap-stjärnor och neutronstjärnor som har upptäckts. Radioemission har också observerats från följeslagaren, vilket ökar sannolikheten att den faktiskt i sig är en binär som innehåller en magnetiskt aktiv stjärna.
Om KQ Velorum B är en neutronstjärna skulle systemet vara produkten av en supernovaexplosion, möjligen av typen elektroninfångning som inte nämnvärt skulle störa omloppsbanan. Den starkt magnetiska Ap-stjärnan skulle sannolikt vara resultatet av en sammanslagning, kanske av en W Ursae Majoris-variabel. Den nuvarande neutronstjärnan kan ha varit den tredje medlemmen av systemet och fick massa under en Roche-lobsöverföring av de binära komponenterna.